# ローズバッド郡 (モンタナ州)
ローズバッド郡（英: Rosebud County）は、アメリカ合衆国モンタナ州の南東部に位置する郡である。2010年国勢調査での人口は9,233人であり、2000年の9,383人から1.6％減少した。郡庁所在地はフォーサイス市（人口1,777人）であり、同郡で人口最大の自治体はコルストリップ市（人口2,214人）である。

## 地理
アメリカ合衆国国勢調査局に拠れば、郡域全面積は5,027平方マイル (13,020 km2)であり、このうち陸地は5,012平方マイル (12,981 km2)、水域は15平方マイル (39 km2)で水域率は0.29％である。面積ではモンタナ州の郡で第4位である。

### 主要高規格道路
- 州間高速道路94号線
- アメリカ国道12号線
- アメリカ国道212号線
- モンタナ州道39号線
- モンタナ州道59号線

### 隣接する郡
- ガーフィールド郡 - 北
- カスター郡 - 東
- パウダーリバー郡 - 南東
- ビッグホーン郡 - 南
- トレジャー郡 - 西
- イエローストーン郡 - 西（1点のみ）
- マッスルシェル郡 - 西
- ペトローリアム郡 - 北西

### 国立保護地域
- カスター国立の森（部分）

## 人口動態
以下は2000年国勢調査による人口統計データである。
| 基礎データ - 人口: 9,383人 - 世帯数: 3,307 世帯 - 家族数: 2,417 家族 - 人口密度: 1人/km2（2人/mi2） - 住居数: 3,912軒 - 住居密度: 0軒/km2（1軒/mi2） 人種別人口構成 - 白人: 64.40% - アフリカン・アメリカン: 0.23% - ネイティブ・アメリカン: 32.41% - アジア人: 0.29% - その他の人種: 0.65% - 混血: 2.01% - ヒスパニック・ラテン系: 2.33% 先祖による構成 - ドイツ系：19.8％ - アイルランド系：7.2％ - イギリス系：7.1％ - ノルウェー系：6.9％ 言語による構成 - 英語：87.6％ - シャイアン語：8.3％ - スペイン語：1.9％ - ドイツ語：1.0％ 年齢別人口構成 - 18歳未満: 33.5% - 18-24歳: 7.2% - 25-44歳: 25.7% - 45-64歳: 24.8% - 65歳以上: 8.9% - 年齢の中央値: 34歳 - 性比（女性100人あたり男性の人口） - 総人口: 100.9 - 18歳以上: 99.2 | 世帯と家族（対世帯数） - 18歳未満の子供がいる: 38.7% - 結婚・同居している夫婦: 56.0% - 未婚・離婚・死別女性が世帯主: 11.8% - 非家族世帯: 26.9% - 単身世帯: 24.3% - 65歳以上の老人1人暮らし: 8.4% - 平均構成人数 - 世帯: 2.81人 - 家族: 3.34人 収入と家計 - 収入の中央値 - 世帯: 35,898米ドル - 家族: 41,631米ドル - 性別 - 男性: 38,688米ドル - 女性: 20,640米ドル - 人口1人あたり収入: 15,032米ドル - 貧困線以下 - 対人口: 22.4% - 対家族数: 17.8% - 18歳未満: 31.8% - 65歳以上: 15.1% |

## 著名な住人
- ヘザー・シャーフディン、小説家、郡内で育った

## 都市と町

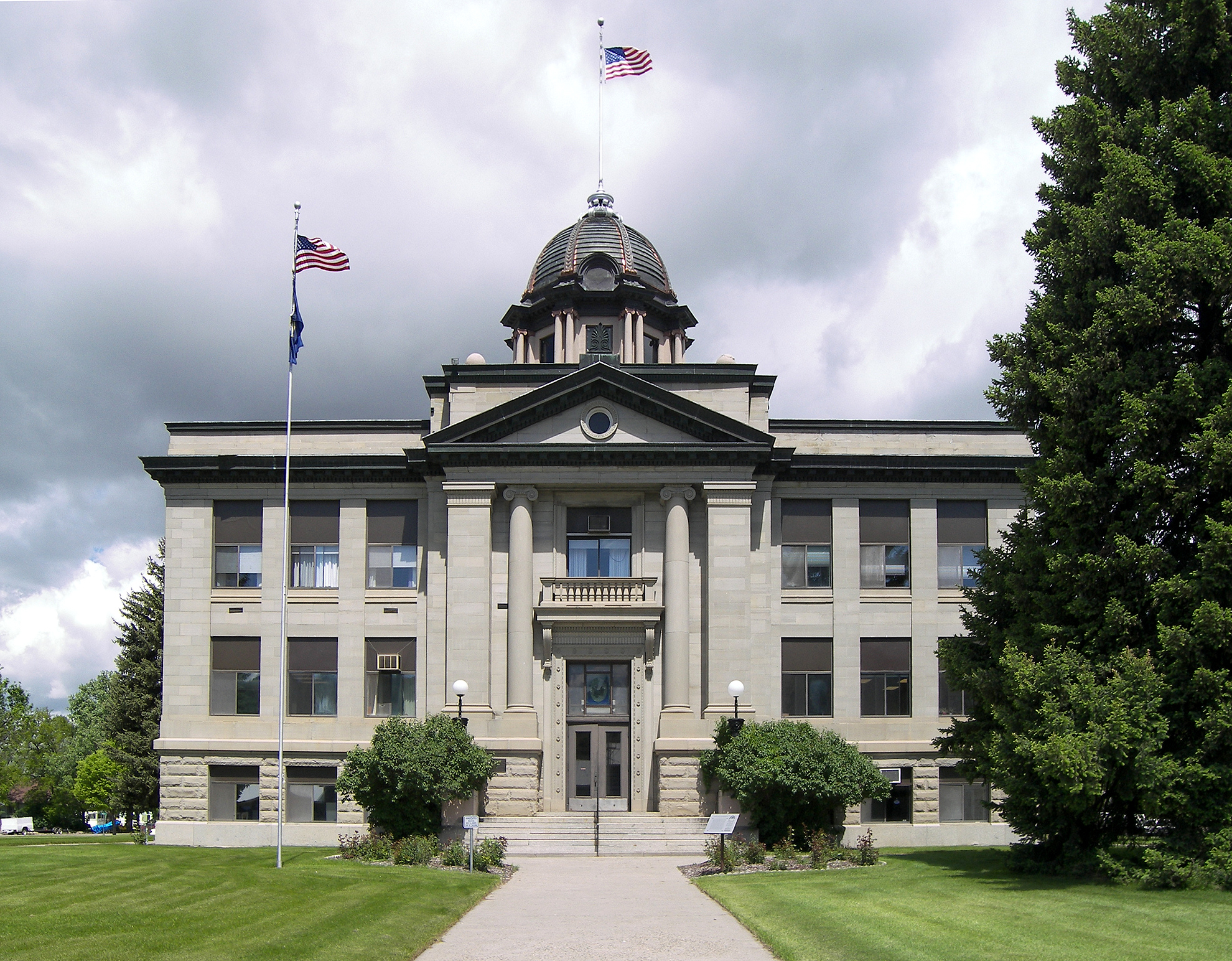
フォーサイスにあるローズバッド郡庁舎、1986年4月17日にアメリカ合衆国国定歴史建造物に登録された

### 都市
- コルストリップ
- フォーサイス - 郡庁所在地

### 国勢調査指定地域
- アッシュランド
- バーニー
- レイムディア

### その他の町
- バスコム（歴史史跡）
- インゴマー
- バナンダ